# 大岡忠移 (旗本)
大岡 忠移（おおおか ただより）は、江戸時代中期の旗本。大岡忠陣の次男。2300石（2267石とも）を知行した。

## 生涯
元文元年（1736年）、小普請であった兄忠斟（隼之助）の家督を継いだ。宝暦11年（1761年）9月28日に第25代山田奉行に任じられ、宝暦13年（1763年）6月1日 、同職から長崎奉行に転身。在任中、同じく長崎奉行の石谷清昌（備後守）とともに中国貿易の再編に着手した。宝暦14年（1764年）、長崎奉行を辞し、同年に死去した。享年41（45）。家督は養子の忠順（大岡忠恒の次男）が継いだ。